# Мандіолі
Мандіолі — індонезійський острів у провінції Північні Молукські острови. Острів розташований на схід від Бачана з іншого боку протоки Бачан. На північ від Мандіолі знаходиться острів Касірута, а на південь — протока Обі з островом Обі з іншого боку.